# Річки Кам'янського
Через місто Кам'янське протікають Дніпро та низка (близько двадцяти) малих річок і струмків, що всі є притоками його басейну.

## Дніпро

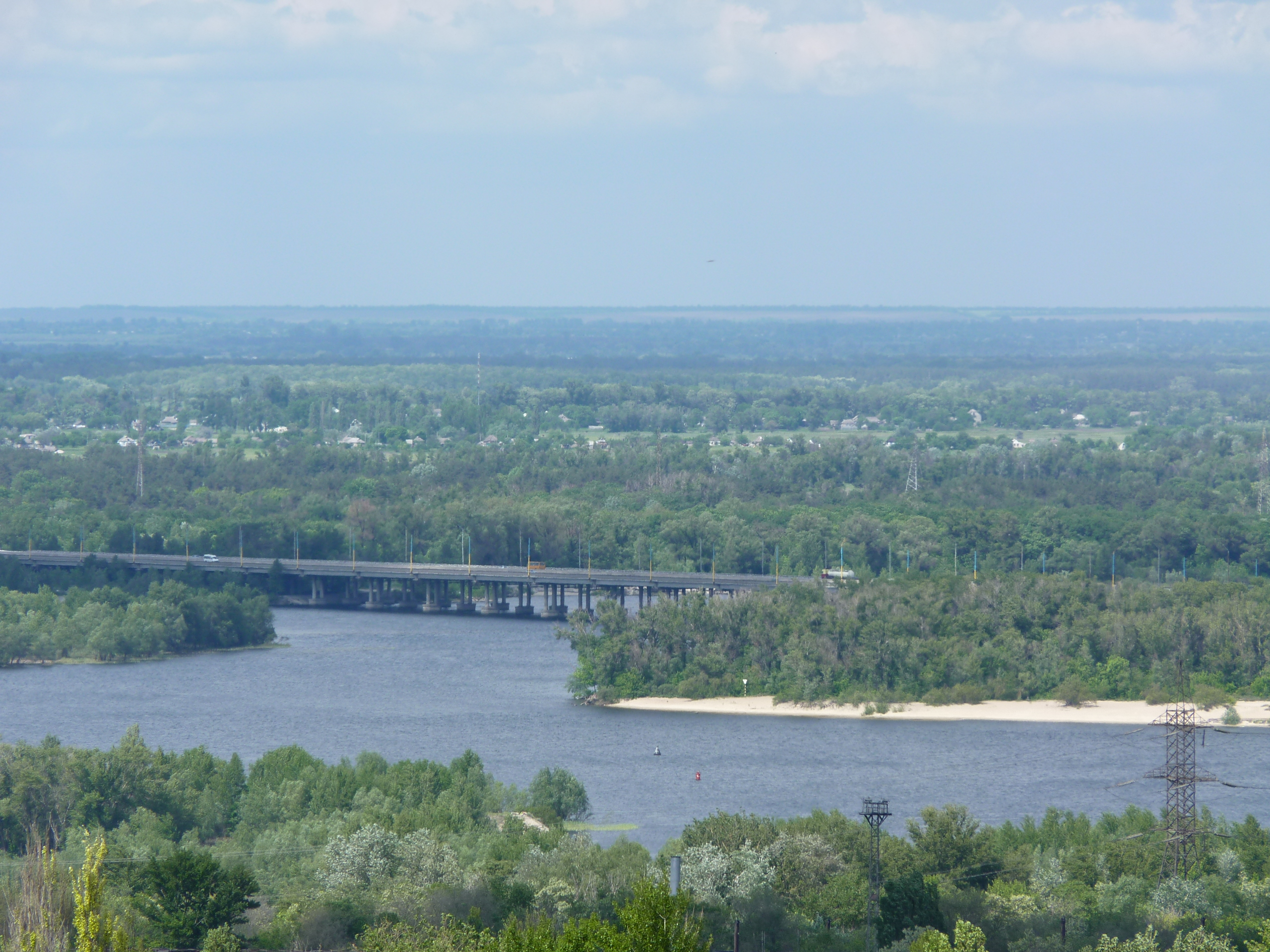
Дніпро в Кам'янському

Найбільша річка, що протікає через місто. На Дніпрі  в межах міста встановлено греблю Середньодніпровської ГЕС, що утворює Кам'янське водосховище.   Також через ріку було зведено автомобільний міст, що з'єднує правобережну та лівобережну частини Кам'янського.  В районі Кам'янського  на Дніпрі розташовані острови  Кривець, Зелений, Безіменний,  Дика Коса - перша та Дика Коса - друга. До спорудження  Середньодніпровської ГЕС на Дніпрі існували острови Великий, Романів та Самусіївка.  Також на Дніпрі розташовані коса Забора, затоки Кривець,  Оступ,  Коноплянка, а також існували, затоки Вовче Горло  та затока - озеро Перевал (нині засипані відходами виробництва Камет-Сталі). Острови Зелений і Безіменний відокремлені протоками названими Перше річище і Друге  річище.

## Малі річки
Бабенківське провалля- струмок між вулицями Волочаївська та Декабристів у Дніпровському районі, що виходить з Кислициної балки і впадав у озеро Гниленьке, нині затоплене  водами Кам'янського водосховища. Раніше був судноплавною річкою про  що свідчить назва одного з кутків колишнього села Романкове Чорноморка, яке отримало назву від того що  туди заходили судна, котрі йшли з Чорного моря.
Борзійка - мала річка дніпровських плавень, що протікала на північ від колишнього села Тритузне   і впадала в Дніпро. Нині засипана відходами колишнього ВО ПХЗ, на терені хвостосховища  "Дніпровське".
Буркацька балка - струмок, що протікав однойменною балкою в Романковому.
Ведмежа балка - струмок що протікає Соцмістом. Притока Розсоловатої балки.
Ведмежа річка- витікала з однієї з балок  у Дніпровському районі міста (житловий масив Романкове) і впадала в озеро Глушець (нині затоплене водами Кам'янського водосховища). Наразі не існує.
Вовче Горло - струмок, що протікає однойменною яругою біля житлового масиву Піски у Заводському районі і впадав у однойменну дніпровську затоку  ( у 1930 - ті роки засипана відходами виробництва  Камет - сталь). Нині гирло заховане в колектор.
Водяна балка - струмок, що протікає  однойменною балкою  у Південному районі міста. В його руслі споруджено низку ставків.
Воскобойникова балка - мала річка, що протікає однойменною балкою. Починається біля с. Українка і тече на південний схід. На межі Південного району міста та Кам'янського впадає у Південний ставок розташований у руслі річки Суха Сура.
Гросова балка - струмок, що протікає Соцмістом. Притока Розсоловатої балки.
Довга балка (Тритузне) - струмок, що протікає  однойменною балкою на межі Карнаухівки і колишнього села Тритузне. Впадає в затоку Коноплянка.
Довга балка (Соцмісто) - струмок, що тече південно-східною околицею міста. Починається біля станції Запоріжжя - Кам'янське. Впадає в Розсоловату балку біля селища Світле.
Жовта - мала річка, що протікає Баранніковою балкою в Південному районі Кам'янського. Біля проспекту Відродження входить в колектор.

Жовтуха - мала річка дніпровських плавень біля колишнього села Тритузне. Впадала в річку Коноплянка.   Нині засипана відходами колишнього ВО ПХЗ, на терені хвостосховища  "Дніпровське".
Западня балка  - струмок, що протікає Соцмістом. Притока Розсоловатої балки.
Кам'янка - історична річка, що протікала на терені села Кам'янське. Точна локалізація не встановлена. 
Коноплянка - найбільша з малих річок північно - східної частини міста. Впадає в Дніпро біля смт. Карнаухівка. Русло перегороджене земляною дамбою, нижче якого розташована затока Коноплянка, вище - мертве річище на терені хвостосховища "Дніпровське", забруднене радіоактивними відходами виробництва колишнього ВО ПХЗ.
Кривець перший і Кривець другий (лівобережні) - невеличкі потоки, що витікали з  заболоченої пойми  дніпровських плавень на Лівому Березі  і впадали у однойменну затоку.  Внаслідок перекриття греблею Середньодніпровської ГЕС припинили існування.
Кривець (правобережний)також Вонючка і Гадюча -  мала річка, що протікає в  колишній східній частині села Кам'янське (нині промзона Камет-сталі). Утворюється внаслідок злиття двох струмків. Середня частина русла перетворена на стічну канаву підприємств промзони.
Майкова балка - струмок, що тече по однойменній балці в Романковому і впадає в струмок Бабенківське провалля.
Мала Водяна балка - струмок, що протікав Тритузним. Нині проммайданчик колишнього ПХЗ.
Осички балка - мала річка, що протікає південною межею міста і впадає в Південний ставок в руслі Сухої Сури.
Прорізь дренажний канал  - штучний водосток споруджений у 1970 -ті роки з метою відтоку ґрунтових вод у  Єлизаветівський котлован задля убезпечення від підтоплення житлового  масиву Лівий Берег.
Розсоловата балка - мала річка, що розпочинається біля Соцміста  (Південний район), обтікає селище Світле і впадає в річку Суху Суру біля села Миколаївка Дніпровського району.   У її витоку, що має назву урочище Розсоловате влаштовано штучну водойму відстійника ДніпроАзоту.
Самишина балка — невеличкий струмок, що протікає однойменною балкою  і впадає в озеро розташоване в тій же балці.
Суха Сура — найбільша з малих річок південної частини міста. Починається в районі вулиці  Олександра Довженка у Заводському районі.  Впадає в Мокру Суру, нижче села Сурсько - Михайлівка. На межі Південного району міста, Кам'янського та Дніпровського районів Дніпропетровської області в руслі річки розташовано Південний ставок.
Хрещата  також рукав Корчуватий - мала річка (рукав Дніпра) дніпровських плавень, що протікає на північ від колишнього села Тритузне   і впадає в Дніпро. Розташована між відходами колишнього ВО ПХЗ, на терені хвостосховища  "Дніпровське".
Чорнобаєва балка - струмок, що протікав однойменною балкою на південній околиці колишнього села Тритузне.  У 1953 році був засипаний разом із балкою  відходами виробництва колишнього ВО ПХЗ.
Ясинова балка - струмок, що протікає однойменною балкою на межі Карнаухівки і колишнього села Тритузне. Впадає в затоку Коноплянка.